# Sebastian Shaw
Sebastian Lewis Shaw (29 de mayo de 1905 - 23 de diciembre de 1994) fue un actor, director, novelista, dramaturgo y poeta británico. Durante sus 65 años de carrera interpretó docenas de obras de teatro y trabajó en más de cuarenta producciones televisivas y de cine.
Shaw nació y se crio en Holt, Norfolk, y debutó como actor en un teatro londinense a la edad de ocho años. Estudió interpretación en Gresham's School y la Royal Academy of Dramatic Art. A pesar de que fundamentalmente trabajó en escenarios de Londres, debutó en Broadway en 1929, interpretando a uno de los dos asesinos de la obra Rope. Hizo su primera aparición cinematográfica en 1930 en la película Caste, creándose rápidamente un nombre en el gremio. No obstante, de joven se describió como un «actor terrible» y dijo que su éxito se debió principalmente a su buena presencia. Afirmó que su madurez como actor le llegó al regresar de su servicio en la Royal Air Force después de la Segunda Guerra Mundial.
Shaw fue particularmente respetado por sus interpretaciones en producciones de William Shakespeare, consideradas atrevidas y adelantadas a su tiempo. En 1966, se unió a la Royal Shakespeare Company, donde trabajó una década e interpretó algunos de sus papeles más aclamados. También escribió varios poemas y una novela, The Christening, en 1975. Es reconocido por su corta pero importante actuación en El retorno del Jedi, la tercera entrega original de la franquicia Star Wars, en donde interpreta a un Darth Vader sin máscara y al fantasma de Anakin Skywalker en la versión original de la película.

## Biografía

### Infancia e inicios
Shaw nació en Holt, Norfolk, Reino Unido, el 29 de mayo de 1905. Fue uno de los tres hijos del Dr. Geoffrey Shaw, profesor de música en la Gresham's School, un internado privado de North Norfolk, donde Shaw comenzó su propia educación. La carrera de Shaw se vio fuertemente influenciada por el amor de su familia y en particular de su tío, Martin Shaw, compositor de música sacra, hacia la música. Shaw debutó como actor a los ocho años en un escenario londinense interpretando a un joven de una banda en The Cockyolly Bird, en el Royal Court Theatre de Chelsea, el día de Año Nuevo de 1914. Durante su estancia en Gresham's, también interpretó a Petruchio en La fierecilla domada, siendo el primero de sus muchas interpretaciones en obras de William Shakespeare; su compañero de clase W.H. Auden, quien después se convertiría en un conocido poeta, interpretó a Katherina junto a él. Después de Gresham's, planeaba ser pintor y pasó dos años en la Slade School of Fine Art antes de cambiar su interés hacia la interpretación; respecto al cambio, su padre le dijo: «Me preguntaba cuándo entrarías en razón». Se ganó una beca para el Royal Academy of Dramatic Art de Bloomsbury, Londres. El actor Charles Laughton entró en la academia al mismo tiempo que Shaw, quien dijo de Laughton que la primera impresión que le causó fue la de «un pobre chico gordito». A pesar de que Shaw y sus amigos estudiantes en principio sintieron pena por Laughton, pronto quedaron impresionados por su talento.
Shaw comenzó a actuar en teatros regionales de Bristol, Liverpool y Hull. En 1925, interpretó en Londres al Arcángel en la obra The Sign of the Sun y después a Lewis Dodd y el Mayor en dos producciones distintas de The Constant Nymph. El renombrado director teatral William Bridges-Adams le aleccionó en el arte de hablar en verso en la compañía Stratford Festival de Stratford-upon-Avon, donde interpretó algunos de sus primeros papeles de Shakespeare, incluyendo el de Romeo en Romeo y Julieta, Ferdinand en The Tempest y el príncipe Hal en Henry IV en 1926. Gracias a este último papel recibió algunas críticas por el descaro que mostró en su interpretación. Cuando el príncipe Hal comienza su reinado y margina al inmoderado personaje Falstaff, la costumbre de la época hizo cambiar al príncipe de un jovial compañero de borracheras a un arrogante snob, pero Shaw lo veía como simplista y contradictorio con la obra original de Shakespeare. En su lugar, mostró arrepentimiento sobre el abandono a Falstaff y la aceptación de sus nuevas responsabilidades. En su momento se criticó este giro, pero años después se convirtió en el enfoque estándar para la escena.
Shaw hizo su debut en Broadway en 1929, interpretando al asesino Wyndham Brandon en el thriller teatral de Patrick Hamilton Rope; aunque interpretó el papel en Nueva York, cuando la obra se desplazó a Londres cambiaron de actor. En 1929, se casó con Margaret Delamere y vivió con ella en Albany, un complejo de apartamentos en Piccadilly, Londres. En 1932, ambos tuvieron una hija en común llamada Drusilla. Volvió a sus interpretaciones de William Shakespeare en 1931, interpretando a Claudio en Medida por medida en el Fortune Playhouse de Londres. Nuevamente interpretó a Romeo en 1932 en el londinense Embassy Theatre. Otros trabajos de esta época incluyen producciones de Ivor Novello, Sunshine Sisters en 1933, Double Door junto a la actriz Sybil Thorndike en 1934, A Kiss for Cinderella de J.M. Barrie en 1937 y Goodness, How Sad! de Robert Morley en 1938.
Su debut cinematográfico fue en Caste en 1930. No tardó en hacerse un nombre en la industria con películas como Brewster's Millions, de 1935, Men Are Not Gods, de 1936, y Farewell Again, de 1937. En esta época de su carrera ganaba unas 300 libras esterlinas a la semana, que en 2007 era un equivalente aproximado de 15 500 libras. The Daily Telegraph dijo que trajo «suaves fechorías» al papel que interpretó de Frank Sutton en The Squeaker, de 1937, mientras que en 1939 interpretó al héroe David Blacklock junto a Conrad Veidt y Valerie Hobson en The Spy in Black, la primera colaboración de Michael Powell y Emeric Pressburger. Shaw se describía a sí mismo como un cinéfilo y llamaba al galardonado actor Spencer Tracy su «gran Dios de todos los actores de cine»; estaba tan impresionado por la técnica de Tracy, que dijo que llegaba a deprimirse cuando le veía actuar, porque Tracy hacía que actuar pareciera tan fácil, mientras que a él le costaba tanto mantener el dominio.

### La Segunda Guerra Mundial y carrera en la posguerra
Cuando estalló la Segunda Guerra Mundial, Shaw dejó de actuar y se unió a la Royal Air Force. Le nombraron Acting-Pilot Officer en pruebas en la Administrative and Special Duties Branch el 25 de abril de 1941 y después de tres meses fue ascendido a Pilot Officer en pruebas, después Flying Officer y por último Flight Lieutenant. Según la necrológica publicada en The Guardian, prácticamente no vio acción durante su servicio y le comunicaron que la única posibilidad que tendría de volar sería como artillero de cola. Algunos de sus compañeros lo acosaban para conseguir un autógrafo, mientras que otros se burlaban de su acento elegante, a lo que solía responder con una excelente y poco halagadora imitación de sus menos refinadas formas de hablar. Después de la guerra continuó perteneciendo a la reserva voluntaria de la Royal Air Force, hasta que firmó su renuncia el 10 de febrero de 1954; le permitieron mantener su rango.
Inmediatamente después de su regreso a Londres, Shaw perdió su piso en Albany y su contrato como actor, por lo que tuvo que comenzar su carrera prácticamente desde cero. A pesar de que había participado en veinte películas antes de la guerra y ya comenzaba a crearse una reputación como actor, años después diría de sí mismo que era un «mal actor» en la década de 1930, que recibía papeles gracias a su buena presencia. Usó la frase «un trozo de beefcake (término usado para calificar a los actores que brillaban por su físico: trozos de carne) cinematográfico» para describirse como actor, y sentía que solo aprendió a ser actor y a madurar como tal después de su regreso de la guerra. La experiencia de Shaw en la Royal Air Force le sirvió para la interpretación que hizo de un piloto en Journey Together, película de 1946 que trataba sobre los entrenamientos de la RAF y donde el actor Edward G. Robinson enseña al personaje de Richard Attenborough a volar.
En 1945, Shaw volvió al Embassy Theatre para dirigir la obra El jugador, de Fyodor Dostoevsky. Algunos de sus papeles importantes en aquella época fueron Heracles en The Thracian Horses en el Lyric Theatre de Hammersmith en 1946, Mr. Hern-Lawrence en la experimental I Said to Myself de Florida Scott-Maxwell en el Mercury Theatre de Notting Hill Gate en 1947, Sir James Kirkham en His Excellency en el Shaftesbury Theatre en 1950 y el parlamentario Filmer Jesson en la obra His House In Order en el New Theatre en 1951. En 1956, interpretó el papel principal en la primera producción británica de Everyman de Hugo von Hofmannsthal. Ese mismo año escribió la letra para la primera ópera de su padre, All at Sea, que se exhibió en el Royal College of Music. En 1957, interpretó a Lucifer en Brother Lucifer en Shrewsbury, Shropshire, y a un siniestro agente veneciano en The Hidden King de Jonathan Griffin en Edimburgo.
A medida que Shaw maduraba, su reputación como actor dramático fue creciendo y se le conocía por su aguda inteligencia y estilo digno. A pesar de que su aspecto físico comenzó a menguar, los críticos sentían que usaba su rubicunda y curtida cara para evocar grandeza y confianza en sí mismo en papeles de generales, curas y sus habituales papeles de Shakespeare. En 1956, falleció su mujer Margaret Delamere. Shaw comenzó una relación amorosa con Joan Ingpen, la renombrada agente de talentos de música clásica y ópera que lo había representado con anterioridad. Estuvieron tan unidos hasta el punto de que ella adoptó el apellido de él y lo usó hasta la muerte de Shaw. No obstante, en los años 1980, Shaw mantuvo una breve relación con Harriet Ravenscroft, la madre del disc jockey John Peel, a quien conoció en una actuación en el Ludlow Castle de Ludlow. Compartió su tiempo con Ingpen y Ravenscroft en una rotación de cuatro noches a lo que ambas mujeres consintieron. A pesar de que Peel se llevaba bien con Shaw y dijo que éste hacía feliz a su madre, también comentó que no se sentía cómodo con el arreglo y sentía que aquello trastocaba la relación de su madre con amigos y la posibilidad de una relación más estable en el futuro.
En 1965, nombraron al director teatral británico William Gaskill director artístico del Royal Court Theatre, donde esperaba restablecer un repertorio. Se puso en contacto con Shaw, quien debutó en el Royal Court Theatre en su juventud, y este aceptó regresar. Durante el siguiente año interpretó allí varios papeles, incluyendo el general Conrad von Hotzendorf en A Patriot for Me de John Osborne; varios papeles en Shelley de Ann Jellicoe; Sir Francis Harker en The Cresta Run de N.F. Simpson y el soldado Atterclife en la obra de John Arden Serjeant Musgrave's Dance.

### Royal Shakespeare Company
En 1966, Shaw se unió a la Royal Shakespeare Company, donde pasó los siguientes diez años de su carrera y finalmente se convirtió en un artista asociado. Generalmente aparecía en obras de Shakespeare, incluyendo el papel principal en Cimbelino, Edmundo de Langley en Richard II, el rey en A buen fin no hay mal tiempo, Odiseo en Troilo y Crésida y Leonato en Mucho ruido y pocas nueces. The Times describió su representación de Cimbelino en la obra del mismo título como «sobrecogedora e inspiradora», y The Independent describió su actuación de Polonio en Hamlet como «sin rival en complacencia, como en sentido de la circunstancia». Telegraph comentó de su actuación en Gloucester de King Lear como «lúgubre» y su interpretación de Duncan en Macbeth como «decente». Muchas de las producciones shakesperianas de la época se consideraron modernas e interpretativas, lo que atrajo críticas de algunos tradicionalistas, aunque Shaw defendió la naturaleza experimental de las obras y rechazó la idea de que tuvieran que estar restringidas a interpretaciones preconcebidas.
Durante su estancia en la compañía, también demostró lo que Daily Telegraph vino a llamar «un encanto malhumorado», en su papel como Sir Oblong Fitz Oblong en la obra infantil de Robert Bolt The Thwarting of Baron Bolligrew. Durante su época de actor, también se le conoció por poseer un don para el humor seco, ejemplificado en sus papeles en Enemies y Summerfolk de Maxim Gorky. También mostró una habilidad particular para la comedia rusa en las producciones de Jonathan Miller de las obras de Antón Chéjov Las tres hermanas e Ivanov.
En 1978, recibió elogios por su interpretación de un juez en el debut teatral de Whose Life Is It Anyway? en el Mermaid Theatre, donde había debutado como director con su primera obra 17 años antes. La obra recibió el premio Laurence Olivier a mejor obra y mejor actor (Tom Conti). A pesar de que contaba con 73 años, no permitió que la edad frenara su carrera. Durante la produccuón de la obra un ladrón intentó robarle, pero Shaw le persiguió, se le enfrentó y recuperó sus propiedades. Ese mismo año, posó desnudo para una pintura de su sobrino, Brian Ocean. En sus últimos años sufrió una discapacidad física que le hacía temblar; esto tuvo un impacto negativo en sus papeles televisivos, en particular cuando tenía que manejar tazas o bandejas con bebidas. Una de sus últimas apariciones televisivas fue en The Old Curiosity Shop, una miniserie de 1979 basada en la novela La tienda de antigüedades, de Charles Dickens. En esta misma época aportó su voz al personaje de Squire Beltham en una obra radiofónica llamada The Adventures of Harry Richmond, de la cual Daily Telegraph dijo que era «recordada con afecto». Prestó su voz a varias producciones radiofónicas, tanto shakesperianas como modernas, incluyendo al protagonista, John Tanner, de la producción de cinco horas Man and Superman, de George Bernard Shaw.

### Carrera como escritor
Shaw escribió Take a Life, su primera obra de teatro, en 1961. Dirigió una producción de la obra en el Mermaid Theatre de Londres, en la que también interpretaba el papel protagonista del detective. Ese mismo año protagonizó dos obras de George Bernard Shaw en el Dublin Theatre Festival: Mrs. Warren's Profession y Candida. En esta misma época escribió un bosquejo para una serie cómica de televisión que trataba sobre cuatro chicas que compartían piso, inspirada en la vida real de su hija, quien se hallaba en sus veinte y vivía en un piso compartido con otras chicas de su edad. Mandó la idea a la compañía de Granada Television, que mostró interés en el show y dijo que estaba entre dos que la compañía tenía en consideración. Finalmente la compañía escogió la otra serie, el soap opera Coronation Street.
Ciertos papeles solo los escogía si le daban total libertad para reescribir sus diálogos. Cuando actuó en It Happened Here, una película bélica de 1966 ambientada en la Segunda Guerra Mundial, escribió muchas de sus líneas, por lo que los directores dijeron que le «daba a sus diálogos un enfoque individual que realzaba su actuación». También ayudó en otros aspectos de la filmación, incluyendo el casting; introdujo a Fiona Leland a los cineastas, quien después se convirtió en la mujer del personaje de Shaw en It Happened Here. Escribió otras obras, entre ellas The Ship's Bell, The Cliff Walk, The Glass Maze y Cul de Sac. También escribió Poems, una colección de poemas personales, del que solo se imprimieron 300 copias a través de la Universidad de Exeter.
Shaw escribió The Christening, su única novela, en 1975. La trama se centra alrededor de Miles Madgwick, quien cree que es bisexual pero es demasiado tímido para confirmarlo a través de relaciones físicas, por lo que en su lugar plasma sus pensamientos más íntimos en un diario. Después conoce a una mujer casada llamada Alice y a su hijo Rodney; se identifica con la inocencia infantil de Rodney y en Alice ve un símbolo de su madre y de una amante heterosexual al mismo tiempo. Alice comienza a cansarse de su marido y a encapricharse de Madgwick, quien expirementa emociones variadas en sus interacciones con ella y Rodney. Una noche, Rodney pasa la noche en casa de Madgwick y, cuando lleva al niño de vuelta a casa en un taxi, el conductor observa el extraño comportamiento entre ambos y acusa a Madgwick de ser un pederasta. Cuando Alice pide a Madgwick que sea el padrino de su nuevo hijo, el conductor amenaza con denunciar a Madgwick, creando así un conflicto entre perder sus primeros sentimientos de intimidad con otros o encarar la humillación y el ridículo si el conductor lo denuncia.
En una descripción en la contraportada de la novela se puede leer: «En esta novela tierna, sensible y de humor negro, Sebastian Shaw, el distinguido actor shakespeariano, explora áreas de encuentros sexuales y emocionales que raramente se ven y, desafortunadamente, rara vez se entienden». Inicialmente, Shaw planeó llamar la novela The Godfather, aunque después dijo que agradecía no haberlo hecho debido a la gran popularidad de la novela de Mario Puzo del mismo nombre. Se rumoreó que estaba trabajando en otra novela poco después de completar The Christening, pero nunca llegó a publicar ninguna otra.

### Return of the Jedi
En 1982 escogieron a Shaw para el pequeño pero crucial papel de Darth Vader en Return of the Jedi, la tercera y última película de la trilogía original de Star Wars. A pesar de que fue David Prowse quien actuó en las escenas en que aparece enmascarado y de que James Earl Jones fuera quien le dio voz a Darth Vader, al igual que en las dos anteriores películas, es Shaw el que aparece en la única escena junto a Mark Hamill, en el momento a bordo del Death Star II en el que Luke le quita la máscara a su moribundo padre. Debido a que la escena es incuestionablemente el clímax emocional de la película, los encargados del reparto querían un actor experimentado para el papel.
Cuando Shaw llegó al set de la película, se encontró allí con su amigo Ian McDiarmid, quien interpretaba al emperador Palpatine. Cuando McDiarmid le preguntó qué hacía allí, Shaw respondió: «No sé, querido hijo, creo que tiene algo que ver con la ciencia ficción». Su presencia en el rodaje se mantuvo en secreto para casi todos, excepto algunos miembros del equipo y reparto, y obligaron por contrato a Shaw a no hablar de ningún secreto de la película con nadie, incluyendo su propia familia. La escena en que le quitan la máscara, dirigida por Richard Marquand, se filmó en un día y requirió de solo unas pocas tomas sin alteración ninguna del diálogo original. Cuando relanzaron la película en DVD en 2004, se hicieron pocos cambios: la escena en que le quitan la máscara junto a Hamill permaneció prácticamente inalterada, aunque le quitaron digitalmente las cejas a Shaw porque en Revenge of the Sith se las quemaría. Además, le pintaron digitalmente los ojos para parecerse a los de Hayden Christensen, quien interpretó a Vader en Revenge of the Sith.
George Lucas, creador de Star Wars, filmó personalmente la escena final de Shaw en que es un fantasma de la Fuerza de Anakin. En la reedición en DVD de 2004 la imagen de Shaw es reemplazada por la de Christensen. Este intento de atar la precuela y la trilogía original juntas fue uno de los cambios más controvertidos de las reediciones de Star Wars.
A pesar de que la escena en que le quitan la máscara a Shaw dura solo dos minutos y siete segundos e incluye solo 24 palabras de diálogo del actor, recibió más correos de seguidores y peticiones de autógrafos por Return of the Jedi que por ningún otro papel de su carrera. Más adelante reflexionó diciendo que disfrutó mucho de la experiencia de filmar Return of the Jedi y expresó una particular sorpresa cuando vio que habían hecho una figura de acción de él sacada de la película.

### Final de su carrera y muerte
Shaw continuó activo en sus últimos años de vida; junto a sus compañeros de la Royal Shakespeare Company Ian Richardson, John Nettles, Martin Best y Ann Firbank, se mantuvo ocupado discutiendo y haciendo talleres con maestros de interpretación y estudiantes a comienzos de los años 1980. A pesar de que ya casi no aparecía en películas en sus últimos años, recibió gran aceptación en el New York Film Festival de 1987, por su actuación interpretando a un espía de la Guerra Fría en la película de Clare Peploe High Season; The San Diego Union-Tribune comentó que interpretó el papel con «gravedad entrañable y dulce». Una de sus últimas actuaciones fue en la temporada navideña entre 1988 y 1989, donde interpretó al mago de Oz en el musical The Wizard of Oz en el Barbican Centre y el Stratford Festival Company. The Times dijo que el público estaba «encantado de reconocer sus melosas intimidaciones detrás del caparazón que tapaba al Mago de Oz». Se convirtió en miembro honorario del Garrick Club, que incluye a miembros como los escritores Charles Dickens, J.M. Barrie, Kingsley Amis y A.A. Milne; los artistas Dante Gabriel Rossetti y John Everett Millais; y el compositor Edward Elgar.
Shaw falleció de causas naturales el 23 de diciembre de 1994 a la edad de 89 años en Brighton, Sussex Oriental, Inglaterra. El funeral se celebró el 15 de febrero de 1995 en St Paul's, Covent Garden, conocida como la Iglesia de los actores debido a su larga asociación con la comunidad teatral. Los actores Ian Richardson y Ben Kingsley leyeron piezas de William Shakespeare, la actriz de teatro Estelle Kohler recitó The Ways of Love de la poeta victoriana Elizabeth Barrett Browning, la actriz Sheila Allen leyó Life del poeta galés George Herbert, mientras que el actor Kenneth Branagh leyó de las obras del canónigo Henry Scott Holland. También se leyó uno de los poemas del propio Shaw, Gemini. El barítono Stephen Varcoe cantó Wie bist du meine Königin de Johannes Brahms, acompañado de Graham Johnson al piano, mientras que el guitarrista Martin Best tocó y cantó su composición Ariel's Songs de The Tempest. Asistieron al acto su pareja Joan Ingpen, su hija Drusilla MacLeod, sus hermanas Susan Bonner-Morgan y Penelope Harness, y su cuñada Olga Young.

## Filmografía

### Cine y televisión
| Año  | Título                                   | Papel                                         | Notas |
| ---- | ---------------------------------------- | --------------------------------------------- | --- |
| 1930 | Caste                                    | George d'Alroy                                | Debut cinematográfico |
| 1933 | Little Miss Nobody                       | Pat Carey                                     | |
| 1933 | House of Dreams                          | (desconocido)                                 | |
| 1933 | Taxi to Paradise                         | Tom Fanshawe                                  | |
| 1934 | The Way of Youth                         | Alan Marmon                                   | |
| 1934 | The Four Masked Men                      | Arthur Phillips                               | |
| 1934 | Get Your Man                             | Robert Halbean                                | |
| 1934 | Adventurers Ltd.                         | Bruce Blandford                               | |
| 1935 | Brewster's Millions                      | Frank                                         | |
| 1935 | The Lad                                  | Jimmy                                         | |
| 1935 | The Ace of Spades                        | Trent                                         | |
| 1935 | Three Witnesses                          | Roger Truscott                                | |
| 1935 | Jubilee Window                           | Peter Ward                                    | |
| 1935 | Department Store                         | John Goodman Johnson                          | También llamada Bargain Basement |
| 1936 | Tomorrow We Live                         | Eric Morton                                   | |
| 1936 | Birds of a Feather                       | Jack Wortle                                   | |
| 1936 | Jury's Evidence                          | Philip                                        | |
| 1936 | Men Are Not Gods                         | Edmund Davey                                  | |
| 1937 | Farewell Again                           | Capitán Gilbert Reed                          | También llamada Troopship (EE. UU.) |
| 1937 | The Squeaker                             | Frank Sutton                                  | También llamada Murder on Diamond Row (EE. UU.) |
| 1938 | Julius Caesar                            | Marcus Brutus                                 | Televisión |
| 1939 | Too Dangerous to Live                    | Jacques Leclerc                               | |
| 1939 | Prison Without Bars                      | Doctor                                        | |
| 1939 | Table d'Hote                             | Adam (sección «Doubting Hall»)                | |
| 1939 | The Spy in Black                         | Lugarteniente Ashington/Cmdr. David Blacklock | También conocida como U-Boat 29 (EE. UU.) |
| 1940 | Now You're Talking                       | Charles Hampton                               | |
| 1940 | Three Silent Men                         | Sir James Quentin                             | |
| 1940 | Bulldog Sees It Through                  | Derek Sinclair                                | |
| 1940 | The Flying Squad                         | Inspector Bradley                             | |
| 1941 | East of Piccadilly                       | Tamsie Green                                  | También conocida como The Strangler (EE. UU.) |
| 1946 | Journey Together                         | Squadron Leader Marshall                      | |
| 1947 | Hamlet                                   | Claudius                                      | Televisión |
| 1949 | The Glass Mountain                       | Bruce McLeod                                  | |
| 1949 | Landfall                                 | Wing Commander Dickens                        | |
| 1952 | BBC Sunday Night Theatre                 | Archdeacon Adam Brandon                       | Televisión (1 episodio, «The Cathedral») |
| 1953 | Laxdale Hall                             | Hugh Marvell, M.P.                            | También conocida como Scotch on the Rocks (EE. UU.) |
| 1958 | Armchair Theatre                         | (desconocido)                                 | Televisión (1 episodio, «The Terrorist») |
| 1960 | Here Lies Miss Sabry                     | James «Cracker» Talbot                        | Televisión |
| 1966 | It Happened Here                         | Doctor Richard Fletcher                       | |
| 1966 | Out of the Unknown                       | Major Gregory                                 | Televisión (1 episodio, «Walk's End») |
| 1968 | All's Well That Ends Well                | Rey de Francia                                | Televisión |
| 1968 | A Midsummer Night's Dream                | Quince                                        | |
| 1972 | Thirty-Minute Theatre                    | El juez                                       | Televisión (1 episodio, «The Judge's Wife») |
| 1972 | Dead of Night                            | Powys Jubb                                    | Televisión (1 episodio, «Death Cancels All Debts») |
| 1975 | Village Hall                             | Ralph                                         | Televisión (1 episodio, «Lot 23») |
| 1977 | Play for Today                           | General Abbot                                 | Televisión (1 episodio, A «Choice of Evils») |
| 1978 | BBC2 Play of the Week                    | (desconocido)                                 | Televisión (1 episodio, «Liza») |
| 1979 | Rumpole of the Bailey                    | Mr. Justice Skelton                           | Televisión (1 episodio, «Rumpole and the Show Folk») |
| 1979 | The Old Curiosity Shop                   | Abuelo                                        | Miniserie |
| 1981 | Nanny                                    | Mr. Starkie                                   | Televisión (1 episodio, «Goats and Tigers») |
| 1981 | Timon of Athens                          | Viejo ateniense                               | Televisión |
| 1983 | Reilly: Ace of Spies                     | Reverendo Thomas                              | Televisión (1 episodio, «An Affair with a Married Woman») |
| 1983 | The Weather in the Streets               | Mr. Curtis                                    | Televisión |
| 1983 | Star Wars Episode VI: Return of the Jedi | Anakin Skywalker                              | Interpretó dos papeles en la película; una como Darth Vader cuando le quitan la máscara y como el fantasma de Anakin al final de la película, después editada y remplazada por la interpretación de Christensen en la reedición de 2004. |
| 1983 | The Nation's Health                      | Doctor Thurson                                | Televisión (2 episodios, «Collapse» y «Decline») |
| 1984 | Crown Court                              | Justice Bewes                                 | Televisión (2 episodios, «There Was an Old Woman» y «Drunk, Who Cares») |
| 1987 | High Season                              | Sharp                                         | |
| 1988 | The Master Builder                       | Knut Brovik                                   | Televisión |
| 1988 | Casualty                                 | Charles Howlett                               | Televisión (1 episodio, «Drake's Drum») |
| 1989 | Chelworth                                | Lord Toller                                   | Miniserie |
| 1991 | Chernobyl: The Final Warning             | El abuelo                                     | Televisión |
| 1991 | Chimera                                  | Dr. Liawski                                   | Miniserie, también conocida como Monkey Boy |